# モハマド・ファンディ・オスマン
モハマド・ファンディ・オスマン（マレー語: Mohamad Fandi Othman、1992年4月25日 - ）は、マレーシア・プレミアリーグのケダ・ダルル・アマンFCに所属するサッカー選手。マレーシア代表。ポジションはDF。

## 概要
ファンディはファドリ・シャス、ワンザック・ハイカル・ビン・ワンノルらと共に2007年のマレーシア・プレミアリーグをハリマウ・ムダの一員として制覇した。その後、スロバキア・ツォルゴン・リーガのFC ViOnズラテー・モラフツェのトライアルを受けた。

## タイトル
ジョホール・ダルル・タクジムFC
- スルタン・ハジ・アフメド・シャー・カップ: 2015